# In principio
Die lateinische Formulierung in principio bedeutet „am Anfang“ oder „im Anfang“.

## Herkunft

### Hebräische Bibel
Ihre kulturgeschichtliche Bedeutung bekam die kleine Phrase dadurch, dass die verbreitetste lateinische Bibelübersetzung, die Vulgata, damit beginnt. Der Bericht von der Erschaffung der Welt im 1. Buch Mose 1,1 beginnt dort wie folgt:
In principio creavit Deus caelum et terram.
»Am Anfang erschuf Gott Himmel und Erde – Ἐν ἀρχῇ ἐποίησεν ὁ ϑεὸς τὸν οὐρανὸν καὶ τὴν γῆν«.
Der hebräische (und damit im Judentum gebräuchliche) Name des ersten Buches der Bibel Bereschit bedeutet „Im Anfang“, nach dem ersten Wort (sogenanntes Incipit).

### Neues Testament

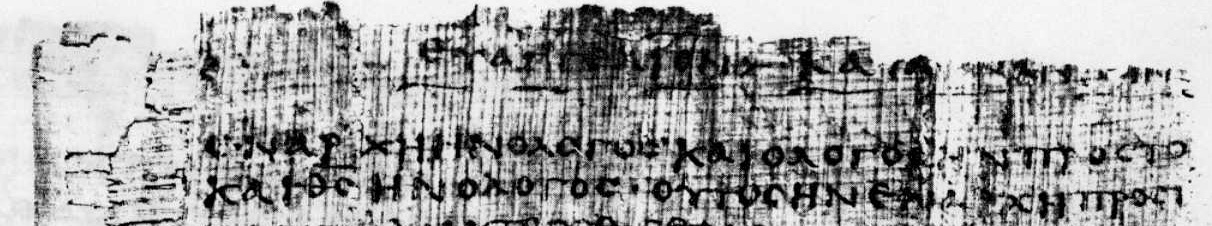
Beginn des (griechischen) Johannesevangeliums aus dem Papyrus Bodmer II (P66):„En arché en ho logos kai ho logos en pros ton theon...“

Der Verfasser des Johannesevangeliums nahm diese Tradition auf und begann sein Evangelium mit ebendiesen Worten. Die ziemlich wortgetreue Übersetzung des griechischen Texts von Joh. 1,1 in der Vulgata lautet:
In principio erat verbum et verbum erat apud Deum et Deus erat verbum.
»Im Anfang war das Wort, und das Wort war bei Gott, und Gott war das Wort – ᾽Εν ἀρχῇ ἦν ὁ λόγος, καὶ ὁ λόγος ἦν πρὸς τὸν ϑεόν, καὶ ϑεὸς ἦν ὁ λόγος«.

## Mittelalter
Der Verfasser des Johannesevangeliums wurde seit der Alten Kirche (Irenäus von Lyon) gleichgesetzt mit dem Lieblingsjünger Jesu, so dass dem vierten Evangelium in der katholischen Überlieferung des Mittelalters eine gewisse Vorrangstellung eingeräumt wurde.
Der Johannesprolog (Johannes 1,1–14 ) nahm als Schlussevangelium eine herausragende Stellung in der Liturgie der Heiligen Messe und anderer Sakramentsfeiern (Taufe, Trauung) ein. Dieser Text wurde als „Segensperikope“ verwendet. (Der Brauch kam im 13. Jahrhundert auf, wurde von Pius V. bei der Reform des römischen Missale vorgeschrieben und in der Liturgiereform des 2. Vatikanischen Konzils wieder abgeschafft.) Es wurde auch empfohlen, diese Perikope bei Krankenbesuchen zu lesen.
In der katholischen Glaubenspraxis des Mittelalters vermischten sich Volksfrömmigkeit und Aberglaube:
- Die ersten Worte des Johannesevangeliums wurden auf Amulette geschrieben.[7] Ein Beispiel dafür ist das beschriftete Bleitäfelchen aus dem Hochmittelalter (12./13. Jahrhundert), das in Elbeu gefunden wurde.[8] Der Brauch, „das Evangelium“ (das heißt, einzelne Evangelientexte im Miniaturformat) als Amulett zu verwenden, ist aber viel älter. Schon aus der Spätantike ist dies bezeugt und wurde von Augustinus wie auch von Johannes Chrysostomos gutgeheißen.[9]
- Die Floskel in principio wurde zu einer Bekräftigungs-, Beschwörungs- und sogar Zauberformel.[10]

Deshalb verbot beispielsweise die Synode von Seligenstadt 1028 den Laien, das In Principio erat Verbum (Johannes 1,1–14 ) mehrmals in der Woche zu hören.
Ein Bild von dieser Sprachpraxis geben Geoffrey Chaucers (1343?–1400) Canterbury Tales, in denen die Worte an mehreren Stellen in der geschilderten Weise gebraucht werden; dabei ironisiert der Autor diese Praxis durchaus, wenn er sie etwa dem (etwas großsprecherischen) Hahn Chanticleer in der Tierfabel der Erzählung des Nonnenpriesters in den Mund legt (Zeile 3163–3164):
For, al so siker as In principio
Mulier est hominis confusio
Denn so sicher wie das In principio ist,
dass die Frau die Seele des Mannes in Verwirrung bringt.
Dass der eitle Hahn, der seiner Gattin Pertelote eigentlich ein charmantes Kompliment machen will, weder das zweite noch wohl das erste lateinische Zitat begreift, geht aus den nächsten beiden Verszeilen hervor (Zeile 3165–3166):
Madame, the sentence of this latyn is,
womman is mannes joye and al his blis.
Madame, der Sinn ist des latein’schen Stück
die Frau ist Freud des Mannes und sein ganzes Glück.